# Хабек, Роберт
Роберт Хабек (нем. Robert Habeck, род. 2 сентября 1969[…], Любек, Шлезвиг-Гольштейн[…]) — немецкий политик, сопредседатель партии Союз 90 / Зелёные (2018—2022). Вице-канцлер, министр экономики и проблем климата (2021—2025).

## Биография

### Ранние годы
Родился 2 сентября 1969 года в Любеке, провёл детство в Хайкендорфе на берегу Кильского фьорда, где его родители, Герман и Хильдегарда Хабек владели аптекой. В 1989 году окончил в Хайкендорфе школу имени Генриха Гейне, затем прошёл альтернативную гражданскую службу и изучал германистику, филологию и философию во Фрайбургском, Роскилльском и Гамбургском университетах, получив в 1996 году степень магистра, а в 2000 году в Гамбурге — степень доктора философии по теме «Природа литературы». Вместе со своей женой Андреа Палух (они познакомились в студенческие годы) занимался переводами, писал книги и работал в издательской сфере.

### Политическая карьера
В 2002 году вступил в партию Союз 90 / Зелёные и в 2004 году возглавил земельное отделение «зелёных» в Шлезвиг-Гольштейне (в 2009—2012 годах возглавлял фракцию в ландтаге). Был назначен заместителем земельного премьер-министра и министром энергетики, сельского хозяйства и окружающей среды после парламентских выборов в Шлезвиг-Гольштейне 2012 года. Сохранил этот пост в «ямайской коалиции» нового премьер-министра Даниэля Гюнтера (ХДС) после выборов 2017 года. В 2018 году ушёл с поста министра в соответствии с уставом. Особый политический интерес Хабек проявляет к охране животных и окружающей среды (животноводство, утилизация нефти, ядерные отходы), но также занимается проблемами цифровой экономики.
27 января 2018 года на съезде в Ганновере избран вместе с Анналеной Бербок сопредседателем партии, получив 636 из 782 голосов делегатов.
16 ноября 2019 года Хабек и Бербок переизбраны на новый срок (за них проголосовали соответственно 90 % и 97 % делегатов съезда в Билефельде).
В мае 2021 года совершил поездку на Украину, в зону соприкосновения в Донбассе, где делал заявления о необходимости поставок оборонительных вооружений этой стране, считая их оправданными в условиях вооружённого конфликта и называя Украину жертвой нападения извне. Осуждал правительство Меркель за поддержку строительства газопровода «Северный поток-2» и отказ предоставить Украине перспективу вступления в Евросоюз, хотя жители этой страны, по словам Хабека, сделали выбор в пользу либеральной демократии и отдавали за неё жизни на Евромайдане (при этом он также признавал необходимость преодоления ряда серьёзных проблем, в том числе коррупции).
28 августа 2021 года в качестве кандидата на очередных выборах в бундестаг заявил в интервью газете Welt am Sonntag о нежелательности для него в будущем коалиционного соглашения с партией Левые, которую он осудил за отказ поддержать в парламенте федеральную программу эвакуации из Афганистана, но всё же оправдывал красно-зелёное правительство, принявшее в 2001 году решение об отправке воинского контингента в Афганистан, а неудачный исход этой войны назвал политическим поражением. Наиболее предпочтительным для Хабека является политический союз с СДПГ, чью программу он считает близкой взглядам «зелёных».
26 сентября 2021 года состоялись выборы в бундестаг, по итогам которых Хабек победил в одномандатном округе Фленсбург-Шлезвиг, получив более 28 % голосов против 23,4 %, отданных за обладательницу этого депутатского мандата, члена ХДС Петру Николайсен.

### Работа в правительстве Олафа Шольца
8 декабря 2021 года приведено к присяге правительство Олафа Шольца, в котором Хабек получил должности вице-канцлера, а также министра экономики и проблем климата.
18 декабря 2021 года, комментируя тему сосредоточения российских войск вблизи украинской границы, заявил в интервью Frankfurter Allgemeine Zeitung, что в случае агрессии против Украины Россия столкнётся с «серьёзными последствиями» относительно газопровода «Северный поток — 2».
6 января 2022 года прокуратура Берлина начала расследование против членов руководства «зелёных», включая Хабека, по подозрению в начислении незаконных компенсационных выплат за работу в период эпидемии COVID-19 в 2020 году.
С началом войны на Украине (февраль 2022) были блокированы около половины валютных резервов Банка России, в связи с чем президент России Путин заявил о переходе на рубли при оплате экспорта газа в недружественные страны (в том числе Германию). Хабек обвинил российские власти в нарушении контрактных обязательств. 28 марта Хабек объявил о совместном решении отказаться от рублёвых расчётов за российский газ. 30 марта он объявил о введении в Германии режима раннего предупреждения чрезвычайной ситуации на случай прекращения поставок российского газа, а 20 июня заявил о возобновлении в Германии работы угольных электростанций.
26 сентября 2022 года в период трений между Россией и Европейским союзом по поводу газовых поставок произошли взрывы на «Северных потоках».
25 мая 2023 года Федеральное статистическое управление опубликовало сведения о первом после пандемии COVID-19 падении ВВП Германии на 0,5 % в период с октября по декабрь 2022 года и на 0,3 % — с января по март 2023 года, что означает вступление экономики в рецессию.
12 июня 2023 года на экономической конференции в восточной Германии Хабек заявил о возможном ущербе для немецкой промышленности в случае прекращения поставок российского газа по истечении в конце 2024 года транзитного соглашения с Украиной и необходимости заблаговременного принятия мер предосторожности.
5 июля 2023 года Федеральный конституционный суд заблокировал инициированный Хабеком законопроект об отказе от использования ископаемого топлива в Германии к 2045 году, поскольку попытка его проведения через парламент в последние дни перед уходом бундестага на каникулы означала невозможность его полноценного обсуждения депутатами.
15 ноября 2024 года стало известно, что Хабек подал иск о возбуждении уголовного дела против 64-летнего гражданина Германии по факту оскорбления. Весной 2024 года тот разместил в сети X ретвит: под фотографией Хабека надпись по-немецки «придурок профессиональный» (Schwachkopf PROFESSIONAL), стилизованную под логотип шампуня Schwarzkopf Professionell. Подозреваемый — Штефан Нихоф (Stefan Niehoff) — живёт в окрестностях Бамберга с 33-летней дочерью-инвалидом (у неё синдром Дауна). Согласно сообщениям прессы, его посетила полиция, которой он добровольно выдал свой ноутбук, но это было сделано в рамках общенационального «Дня действий против антисемитских преступлений на почве ненависти в Интернете» (ранее Нихофф в знак протеста против кампании за бойкот производителя молочных продуктов Müller, вызванной тем, что её владелец Тео Мюллер близок с лидером Альтернативы для Германии Алис Вайдель, опубликовал твит, в котором приравнял эту кампанию к антисемитской акции гитлеровских времён «Немцы не покупают у евреев»).
17 ноября 2024 года 96,48 % делегатов съезда «зелёных» проголосовали за избрание Хабека кандидатом партии на пост канцлера ФРГ в случае их победы на досрочных выборах 23 февраля 2025 года.

## Труды

### Беллетристика и литературоведение
- Das Land in mir. Gedichte. Mit Photographien von Jens Gedamke. R. Habeck, Heikendorf 1990, ohne ISBN.
- Traumblind. Ein Gefühl wie Freiheit. SOLDI-Verlag, Hamburg 1990, ISBN 3-928028-04-9.
- Casimir Ulrich Boehlendorffs Gedichte: eine stilkritische Untersuchung, Königshausen und Neumann, Würzburg 1997, ISBN 978-3-8260-1280-8.
- mit Andrea Paluch: Hauke Haiens Tod. S. Fischer, Frankfurt am Main 2001, ISBN 3-10-059010-4. Taschenbuchausgabe: Fischer-Taschenbuch-Verlag, Frankfurt am Main 2003, ISBN 3-596-15976-8, Neuauflage Taschenbuch: Piper, München 2006, ISBN 3-492-24699-0.
- Die Natur der Literatur. Zur gattungstheoretischen Begründung literarischer Ästhetizität, Verlag Königshausen&Neumann, Würzburg 2001, ISBN 3-8260-2066-9. (= Univ. Hamburg, Diss. 2000)
- mit Andrea Paluch: Jagd auf den Wolf. Piper, München 2001, überarbeitete Neuausgabe: Ruf der Wölfe, Edel Kids Books, Hamburg 2019, ISBN 978-3-96129-092-5.
- mit Andrea Paluch: Der Schrei der Hyänen. Piper, München 2004, ISBN 3-492-04611-8. Taschenbuchausgabe: Piper, München 2005, ISBN 3-492-24381-9.
- mit Andrea Paluch: Der Tag, an dem ich meinen toten Mann traf. Piper, München 2005, ISBN 3-492-04706-8.
- mit Andrea Paluch: Zwei Wege in den Sommer. Patmos, Düsseldorf 2006, ISBN 3-7941-8046-1.
- mit Andrea Paluch: Unter dem Gully liegt das Meer. Patmos, Düsseldorf 2007, ISBN 3-7941-8071-2.
- Verwirrte Väter — oder: Wann ist der Mann ein Mann. Gütersloher Verlagshaus, Gütersloh 2008, ISBN 978-3-579-06989-0.
- mit Andrea Paluch: 1918 — Revolution in Kiel: Mit dem Schauspiel «Neunzehnachtzehn». Boyens, Heide 2008, ISBN 978-3-8042-1264-0.
- mit Andrea Paluch: SommerGIG. Patmos, Düsseldorf 2009, ISBN 978-3-7941-7075-3.
- mit Steen W. Pedersen: Logo! Tekstbog, Gyldendal Uddannelse, København 2009, ISBN 978-87-02-06648-7.

### Политика
- Patriotismus: ein linkes Plädoyer. Gütersloher Verlagshaus, Gütersloh, 1. Aufl., 2010, ISBN 978-3-579-06874-9.
- Wer wagt, beginnt. Die Politik und ich. Kiepenheuer & Witsch, Köln 2016, ISBN 978-3-462-04949-7.
- Wer wir sein könnten. Warum unsere Demokratie eine offene und vielfältige Sprache braucht. Kiepenheuer & Witsch, Köln 2018, ISBN 978-3-462-05307-4.
- Von hier an anders. Eine politische Skizze. 2. Auflage. Kiepenheuer & Witsch, Köln 2021, ISBN 978-3-462-05219-0.